# Kadipiro (Sambirejo)
Kadipiro is een bestuurslaag in het regentschap Sragen van de provincie Midden-Java, Indonesië. Kadipiro telt 3186 inwoners (volkstelling 2010).